# Lexx
LEXX es una serie de televisión de ciencia ficción que cuenta las aventuras de un grupo de dispares miembros a bordo de la nave LEXX, "la más poderosa fuerza destructiva de los dos universos", de la cual la serie toma su nombre. LEXX es una nave espacial viviente, con la forma de una libélula. Es capaz de destruir planetas con facilidad, y utiliza los escombros como combustible, literalmente se los come.
La serie es una coproducción canadiense y alemana, con unos fondos adicionales del Channel Five de Inglaterra. Al principio empezó tímidamente con 4 películas para la televisión y, después de su éxito, se decidió hacer la serie. Ya que no fue realizada originalmente para la televisión por cable estadounidense, incluye mayor contenido sexual (y en los últimos capítulos, desnudos). 

## Argumento
La serie trata de la nave Lexx, la nave más destructiva jamás creada por la humanidad, y de su tripulación compuesta por tres tripulantes, Esos tripulantes son Stanley Tweedle, Zev, más tarde Xev, y Kai. Han huido del centro de la civilización humana y buscan un nuevo hogar fuera de ella. También tendrán que enfrentarse a la civilización de los insectos, que busca exterminar a la raza humana.

## Reparto
- Brian Downey - Stanley H. Tweedle
- Eva Habermann - Zev
- Xenia Seeberg - Xev
- Michael McManus - Kai

## Producción
LEXX fue coproducida por Salter Street Films, posteriormente absorbida por Alliance Atlantis, y se filmó en Berlín (Alemania), Halifax (Nueva Escocia, Canadá), Islandia, Bangkok (Tailandia) y Namibia.